# Gildardo Gómez
Gildardo Biderman Gómez (Medellín, 13 oktober 1963) is een Colombiaans oud-voetballer, die speelde als verdediger. Hij beëindigde zijn profcarrière in 1993.

## Clubcarrière
Gómez speelde zeven seizoenen voor Atlético Nacional, en kwam daarnaast uit voor Millonarios en Independiente Medellin.

## Interlandcarrière
Gómez speelde 22 interlands (nul doelpunten) voor Colombia in de periode 1984-1991. Hij maakte zijn debuut voor de nationale ploeg op 26 juli 1984 in de vriendschappelijke thuiswedstrijd tegen Peru (1-1). Gómez nam met zijn vaderland deel aan het WK voetbal 1990, en aan de strijd om de Copa América 1989.

## Erelijst
Millonarios
- Copa Mustang

1987
 Atlético Nacional
- Copa Libertadores

1989
- Copa Interamericana

1990